# Kret (urządzenie)
Kret – potoczna nazwa urządzenia przeciskowego, wykorzystywanego do drążenia poziomych podziemnych kanałów, umożliwiających drenaż lub bezrozkopowe układanie np. rur lub kabli. Kretami są też nazywane „urządzenia kanałowe”, stosowane do czyszczenia rurociągów, np. kanalizacyjnych. 
Kret pracuje w gruncie na zasadzie zagęszczania gruntu wokół drążonego otworu. Jest to maszyna pneumatyczna, do zasilania potrzebuje doprowadzenia sprężonego powietrza. Najczęściej wykorzystuje się sprężarki przewoźne. Do wykonania przecisku zazwyczaj wykonuje się dwa wykopy: startowy oraz końcowy. Głębokość przecisku nie powinna być mniejsza niż 10–krotność średnicy kreta. Podczas prac na mniejszych głębokościach może dojść do wypchnięcia gruntu i nawierzchni, np. drogi, pod którą wykonywany jest przecisk.
Kretem można wykonywać następujące prace: 
- Samodzielny przecisk. Tu kret samodzielnie pogrąża się poziomo w ziemi, torując przelotowy otwór do dowolnego wykorzystania.
- Wciąganie rur z tworzyw sztucznych. W tym przypadku do kreta dokręca się specjalną końcówkę, w której następnie mocuje się wciąganą rurę PE, PCW. Kret bezpośrednio za sobą ciągnie rurę, którą chcemy zainstalować.
- Wbijanie rur stalowych. Przy pomocy nasadek, mocowanych na głowicy, montuje się kreta na stalowej rurze i kret na zasadzie młota wbija stalową rurę.

Najważniejszą cechą kreta jest celność. Niecelny przecisk może skutkować koniecznością naprawy uszkodzonej nawierzchni, np. drogi krajowej, pod którą wykonuje się instalację. Przeciski to technika bezwykopowa niesterowana, tzn. podczas pracy nie ma możliwości sterowania maszyną. Można co najwyżej nadać jej prawidłowy kurs, zanim całkowicie pogrąży się w gruncie. Celność przecisku zależy od wyważenia maszyny, odpowiedniej długości, kształtu głowicy przebijającej grunt oraz wiedzy i doświadczenia operatora.